# Major League Soccer 2020
Major League Soccer 2020 este cel de-al 25-lea sezon al ligii profesioniste nord-americane de fotbal ce include 26 de cluburi în total (23 cu sediul în Statele Unite ale Americii și 3 cu sediul în Canada). Sezonul regulat a început pe 29 februarie 2020 și se va încheia în octombrie 2020. Play-off-ul va începe în octombrie și se va încheia în noiembrie 2020. Sezonul este suspendat în perioada 12 martie - 11 aprilie 2020 din cauza pandemiei de coronavirus.
Sezonul 2020 a marcat sosirea a două cluburi venite drept cluburi de expansiune, Inter Miami CF și Nashville SC, aducând numărul total de francize la 26.
Seattle Sounders FC este deținătoarea Cupei MLS, în timp ce Los Angeles FC este deținătoarea MLS Supporters' Shield.

## Stadioane și orașe
| AtlantaFireRapidsCrew SCD.C. UnitedCincinnatiFC DallasDynamoMiamiLAFCGalaxyMinnesotaImpactNashvilleRevolutionNYCFCRed BullsOrlando CityUnionTimbersReal Salt LakeEarthquakesSounders FCSporting KCToronto FCWhitecaps FC Localizarea echipelor pentru sezonul 2020 al MLS · Conferința de Est; Conferința de Vest | AtlantaFireRapidsCrew SCD.C. UnitedCincinnatiFC DallasDynamoMiamiLAFCGalaxyMinnesotaImpactNashvilleRevolutionNYCFCRed BullsOrlando CityUnionTimbersReal Salt LakeEarthquakesSounders FCSporting KCToronto FCWhitecaps FC Localizarea echipelor pentru sezonul 2020 al MLS · Conferința de Est; Conferința de Vest |
| --- | --- |

| Chicago Fire            | Colorado Rapids            | Columbus Crew              | D.C. United            | FC Dallas              |
| ----------------------- | -------------------------- | -------------------------- | ---------------------- | ---------------------- |
| SeatGeek Stadium        | Dick's Sporting Goods Park | Mapfre Stadium             | Audi Field             | Toyota Stadium         |
| Capacitate: 20.500      | Capacitate: 18.061         | Capacitate: 19.968         | Capacitate: 20.000     | Capacitate: 20.500     |
|                         |                            |                            |                        |                        |
| Houston Dynamo          | LA Galaxy                  | Montreal Impact            | New England Revolution | New York City FC       |
| BBVA Compass Stadium    | Dignity Health Sports Park | Saputo Stadium             | Gillette Stadium       | Yankee Stadium         |
| Capacitate: 22.039      | Capacitate: 27.000         | Capacitate: 20.801         | Capacitate: 22.000     | Capacitate: 30.321     |
|                         |                            |                            |                        |                        |
| New York Red Bulls      | Orlando City SC            | Philadelphia Union         | Portland Timbers       | Real Salt Lake         |
| Red Bull Arena          | Orlando City Stadium       | Talen Energy Stadium       | Providence Park        | Rio Tinto Stadium      |
| Capacitate: 25.000      | Capacitate: 25.500         | Capacitate: 18.500         | Capacitate: 25.000     | Capacitate: 20.213     |
|                         |                            |                            |                        |                        |
| San Jose Earthquakes    | Seattle Sounders FC        | Sporting Kansas City       | Toronto FC             | Vancouver Whitecaps FC |
| Avaya Stadium           | CenturyLink Field[A]       | Children's Mercy Park      | BMO Field              | BC Place               |
| Capacitate: 18.000      | Capacitate: 39.419         | Capacitate: 18.467         | Capacitate: 30.000     | Capacitate: 22.120     |
|                         |                            |                            |                        |                        |
| Atlanta United FC       | Minnesota United FC        | Los Angeles FC             | FC Cincinnati          | Inter Miami CF         |
| Mercedes-Benz Stadium   | Allianz Field              | Banc of California Stadium | Nippert Stadium        | Lockhart Stadium[B]    |
| Capacitate: 42.500      | Capacitate: 19.400         | Capacitate: 22.000         | Capacitate: 33.800     | Capacitate: 18.000     |
|                         |                            |                            |                        |                        |
| Nashville SC            |                            |                            |                        |                        |
| Nissan Stadium[A]       |                            |                            |                        |                        |
| Capacitate: necunoscută |                            |                            |                        |                        |
|                         |                            |                            |                        |                        |

1. ^ Stadion nespecific de fotbal și cu o capacitate redusă artificial.
2. ^ Stadion temporar

## Clasamente

### Conferința de Est
| Loc | Echipă                 | MJ | V  | E  | Î | GM | GP | G   | P  | Calificare              |
| --- | ---------------------- | -- | -- | -- | - | -- | -- | --- | -- | ----------------------- |
| 1   | Philadelphia Union     | 23 | 14 | 4  | 5 | 44 | 20 | +24 | 47 | Play-off Turul 1        |
| 2   | Toronto FC             | 23 | 13 | 5  | 5 | 33 | 26 | +7  | 44 | Play-off Turul 1        |
| 3   | Columbus Crew SC       | 23 | 12 | 6  | 5 | 36 | 21 | +15 | 41 | Play-off Turul 1        |
| 4   | Orlando City           | 23 | 11 | 4  | 8 | 40 | 25 | +15 | 41 | Play-off Turul 1        |
| 5   | New York City FC       | 23 | 12 | 8  | 3 | 37 | 25 | +12 | 39 | Play-off Turul 1        |
| 6   | New York Red Bulls     | 23 | 9  | 9  | 5 | 29 | 31 | -2  | 32 | Play-off Turul 1        |
| 7   | Nashville SC           | 23 | 8  | 7  | 8 | 24 | 22 | +2  | 32 | Play-off Tur preliminar |
| 8   | New England Revolution | 23 | 8  | 7  | 8 | 26 | 25 | +1  | 32 | Play-off Tur preliminar |
| 9   | Montreal Impact        | 23 | 8  | 13 | 2 | 33 | 43 | -10 | 26 | Play-off Tur preliminar |
| 10  | Inter Miami CF         | 23 | 7  | 13 | 5 | 25 | 35 | -10 | 24 | Play-off Tur preliminar |
| 11  | Chicago Fire           | 23 | 5  | 10 | 8 | 33 | 39 | -6  | 23 |                         |
| 12  | Atlanta United FC      | 23 | 6  | 13 | 4 | 23 | 30 | -7  | 22 |                         |
| 13  | D.C. United            | 23 | 5  | 12 | 6 | 25 | 41 | -16 | 21 |                         |
| 14  | FC Cincinnati          | 23 | 4  | 15 | 4 | 12 | 36 | -24 | 16 |                         |

### Conferința de Vest
| Loc | Echipă                 | MJ | V  | E  | Î | GM | GP | G   | P  | Calificare              |
| --- | ---------------------- | -- | -- | -- | - | -- | -- | --- | -- | ----------------------- |
| 1   | Sporting Kansas City   | 21 | 12 | 6  | 3 | 38 | 25 | +13 | 39 | Play-off Turul 1        |
| 2   | Seattle Sounders FC    | 22 | 11 | 5  | 6 | 44 | 23 | +21 | 39 | Play-off Turul 1        |
| 3   | Portland Timbers       | 23 | 11 | 6  | 6 | 46 | 35 | +11 | 39 | Play-off Turul 1        |
| 4   | Minnesota United FC    | 21 | 9  | 5  | 7 | 36 | 26 | +10 | 34 | Play-off Turul 1        |
| 5   | Colorado Rapids        | 18 | 8  | 6  | 4 | 32 | 28 | +4  | 28 | Play-off Turul 1        |
| 6   | FC Dallas              | 22 | 9  | 6  | 7 | 28 | 24 | +4  | 34 | Play-off Tur preliminar |
| 7   | Los Angeles FC         | 22 | 9  | 8  | 5 | 47 | 39 | +8  | 32 | Play-off Tur preliminar |
| 8   | San Jose Earthquakes   | 23 | 8  | 9  | 6 | 35 | 51 | -16 | 30 | Play-off Tur preliminar |
| 9   | Vancouver Whitecaps FC | 23 | 9  | 14 | 0 | 27 | 44 | -17 | 27 |                         |
| 10  | LA Galaxy              | 22 | 6  | 12 | 4 | 27 | 46 | -19 | 22 |                         |
| 11  | Real Salt Lake         | 22 | 5  | 10 | 7 | 25 | 35 | -10 | 22 |                         |
| 12  | Houston Dynamo         | 23 | 4  | 10 | 9 | 30 | 40 | -10 | 21 |                         |

## Play-off
|  | Turul 1            | Turul 1 | Turul 1 |  |  | Semifinalele conferințelor | Semifinalele conferințelor | Semifinalele conferințelor |  |  | Finalele conferințelor | Finalele conferințelor | Finalele conferințelor |  |  | Finala MLS | Finala MLS | Finala MLS |
|  |                    |         |         |  |  |                            |                            |                            |  |  |                        |                        |                        |  |  |            |            |            |
|  |                    |         |         |  |  |                            |                            |                            |  |  |                        |                        |                        |  |  |            |            |            |
|  |                    |         |         |  |  |                            |                            |                            |  |  |                        |                        |                        |  |  |            |            |            |
|  |                    |         |         |  |  |                            |                            |                            |  |  |                        |                        |                        |  |  |            |            |            |
|  |                    |         |         |  |  |                            |                            |                            |  |  |                        |                        |                        |  |  |            |            |            |
|  |                    |         |         |  |  |                            |                            |                            |  |  |                        |                        |                        |  |  |            |            |            |
|  |                    |         |         |  |  |                            |                            |                            |  |  |                        |                        |                        |  |  |            |            |            |
|  |                    |         |         |  |  |                            |                            |                            |  |  |                        |                        |                        |  |  |            |            |            |
|  |                    |         |         |  |  |                            |                            |                            |  |  |                        |                        |                        |  |  |            |            |            |
|  |                    |         |         |  |  |                            |                            |                            |  |  |                        |                        |                        |  |  |            |            |            |
|  | Conferința de Est  |         |         |  |  |                            |                            |                            |  |  |                        |                        |                        |  |  |            |            |            |
|  |                    |         |         |  |  |                            |                            |                            |  |  |                        |                        |                        |  |  |            |            |            |
|  |                    |         |         |  |  |                            |                            |                            |  |  |                        |                        |                        |  |  |            |            |            |
|  |                    |         |         |  |  |                            |                            |                            |  |  |                        |                        |                        |  |  |            |            |            |
|  |                    |         |         |  |  |                            |                            |                            |  |  |                        |                        |                        |  |  |            |            |            |
|  |                    |         |         |  |  |                            |                            |                            |  |  |                        |                        |                        |  |  |            |            |            |
|  |                    |         |         |  |  |                            |                            |                            |  |  |                        |                        |                        |  |  |            |            |            |
|  |                    |         |         |  |  |                            |                            |                            |  |  |                        |                        |                        |  |  |            |            |            |
|  |                    |         |         |  |  |                            |                            |                            |  |  |                        |                        |                        |  |  |            |            |            |
|  |                    |         |         |  |  |                            |                            |                            |  |  |                        |                        |                        |  |  |            |            |            |
|  |                    |         |         |  |  |                            |                            |                            |  |  |                        |                        |                        |  |  |            |            |            |
|  |                    |         |         |  |  |                            |                            |                            |  |  |                        |                        |                        |  |  |            |            |            |
|  |                    |         |         |  |  |                            |                            |                            |  |  |                        |                        |                        |  |  |            |            |            |
|  |                    |         |         |  |  |                            |                            |                            |  |  |                        |                        |                        |  |  |            |            |            |
|  |                    |         |         |  |  |                            |                            |                            |  |  |                        |                        |                        |  |  |            |            |            |
|  |                    |         |         |  |  |                            |                            |                            |  |  |                        |                        |                        |  |  |            |            |            |
|  |                    |         |         |  |  |                            |                            |                            |  |  |                        |                        |                        |  |  |            |            |            |
|  |                    |         |         |  |  |                            |                            |                            |  |  |                        |                        |                        |  |  |            |            |            |
|  |                    |         |         |  |  |                            |                            |                            |  |  |                        |                        |                        |  |  |            |            |            |
|  |                    |         |         |  |  |                            |                            |                            |  |  |                        |                        |                        |  |  |            |            |            |
|  |                    |         |         |  |  |                            |                            |                            |  |  |                        |                        |                        |  |  |            |            |            |
|  |                    |         |         |  |  |                            |                            |                            |  |  |                        |                        |                        |  |  |            |            |            |
|  |                    |         |         |  |  |                            |                            |                            |  |  |                        |                        |                        |  |  |            |            |            |
|  |                    |         |         |  |  |                            |                            |                            |  |  |                        |                        |                        |  |  |            |            |            |
|  | Conferința de Vest |         |         |  |  |                            |                            |                            |  |  |                        |                        |                        |  |  |            |            |            |
|  |                    |         |         |  |  |                            |                            |                            |  |  |                        |                        |                        |  |  |            |            |            |
|  |                    |         |         |  |  |                            |                            |                            |  |  |                        |                        |                        |  |  |            |            |            |
|  |                    |         |         |  |  |                            |                            |                            |  |  |                        |                        |                        |  |  |            |            |            |
|  |                    |         |         |  |  |                            |                            |                            |  |  |                        |                        |                        |  |  |            |            |            |
|  |                    |         |         |  |  |                            |                            |                            |  |  |                        |                        |                        |  |  |            |            |            |
|  |                    |         |         |  |  |                            |                            |                            |  |  |                        |                        |                        |  |  |            |            |            |
|  |                    |         |         |  |  |                            |                            |                            |  |  |                        |                        |                        |  |  |            |            |            |
|  |                    |         |         |  |  |                            |                            |                            |  |  |                        |                        |                        |  |  |            |            |            |
|  |                    |         |         |  |  |                            |                            |                            |  |  |                        |                        |                        |  |  |            |            |            |
|  |                    |         |         |  |  |                            |                            |                            |  |  |                        |                        |                        |  |  |            |            |            |